# Caval Drossa
Der Caval Drossa ist ein Berg (1632 m ü. M.) im Schweizer Kanton Tessin in den Luganer Voralpen zwischen dem Val Colla (im Südosten) und dem Val d’Isone (im Nordwesten). Der karge Grasrücken des Caval Drossa bildet die Westsüdwest-Schulter des Monte Bar. Er bietet wie letzterer auch selbst eine gute Rundsicht. An klaren Tagen sind praktisch alle Gebirgsgruppen der Alpen, die lombardische Ebene und der ligurische Apennin sichtbar.
Ein Gratwanderweg (Teilstrecke des Sentiero del Monte Bar, Schwierigkeit T2) führt vom Motto della Croce über den Caval Drossa zum Monte Bar.